# Кристиан Албрехт фон Дона
Кристиан Албрехт фон Дона (на немски: Christian (Christoph) Albrecht Burggraf und Graf zu Dohna; * 30 ноември 1621, Кюстрин, Бранденбург/Полша; † 14 декември 1677, Гарц на Одер) е бургграф и граф на Дона, господар на Борхерсдорф и Шлодиен и генерал на Курфюрство Бранденбург.

## Биография
Той е вторият син на граф и бургграф Кристоф II фон Дона (1583 – 1637) и съпругата му графиня Урсула фон Золмс-Браунфелс (1594 – 1657), дъщеря на граф Йохан Албрехт I фон Золмс-Браунфелс (1563 – 1623) и графиня Агнес фон Сайн-Витгенщайн (1568 – 1617). Внук е на бургграф и граф Ахац I фон Дона-Карвинден-Лаук (1533 – 1601). По-малък брат е на бургграф и граф Фридрих фон Дона Млади (1621 – 1688) и по-голям брат на граф и бургграф Кристоф Делфикус фон Дона (1628 – 1668), шведски генерал и дипломат. Негова братовчедка е курфюрстка Луиза Хенриета фон Бранденбург-Оранска.
През 1621 г. той е корнет на холандска служба, учи при принц Фредерик Хендрик Орански и през 1648 г. става полковник. На 6 октомври 1656 г. Кристиан Албрехт е курбранденбургски генерал-лейтенант, таен съветник и губернатор на Кюстрин, на 16 март 1657 г. щатхалтер на Халберщат и хауптман на Грьонинген. През 1659 г. участва в поход в Померания.
Кристиан Албрехт престроява крепостта на Берлин и Кюстрин и на 2 март 1666 г. става генерал на инфантерията. През 1671 г. той е шеф на новообразуван регимент в Кюстрин, който веднага носи неговото име „Dohna zu Fuß“. Следващата година той е генералфелдцьогмайстер. От 1675 до 1677 г. той участва отново в поход в Померания, където умира 1677 г.
Умира на 56 години на 14 декември 1677 г. в Гарц на Одер и е погребан в Кюстрин (Костшин над Одрон, Полша) в Бранденбург.

## Фамилия
Кристиан Албрехт фон Дона се жени през април 1644 г. в 'с-Хертогенбош за София Теодора/Доротея ван Холанд-Бредероде (* 16 март 1620, Вианен; † 23 септември 1678, Халберщат), дъщеря на Йохан Волфарт ван Бредероде (1599 – 1655), 16. господар на Бредероде, и графиня Анна Йохана фон Насау-Зиген (1594 – 1636), дъщеря на граф Йохан VII фон Насау-Зиген (1561 – 1623) и Магдалена фон Валдек (1558 – 1599). Те имат десет деца, шестте му сина са също войници:
- Фридрих Хайнрих (* 1645; † 1668 пред Тулон)
- Волфард (* 1647 † 8 септември 1686), курбранденбургски хауптман (умира в дуел в Магдебург)
- Вилхелм Албрехт († 1673 пред Маастрихт), холандски полковник
- Кристоф (* 1651; † 27 октомври 1672 при Кобленц), курбранденбургски оберствахтмайстер
- Карл Емил (* 10 септември 1658; † 3 юли 1686 пред Буда), курбранденбургски полковник
- Дитрих Теодор (* декември 1659; † 17 юли 1686 пред Буда), курбранденбургски полковник
- Луиза (* 1646; † 8 ноември 1687), омъжена на 1 февруари 1670 г. в Грьонинген, Нидерландия, за граф Йохан Лудвиг фон Золмс-Хоензолмс (* 1646; † 24 август 1707)
- Амалия фон Дона-Вианен (* 2 февруари 1644, Хага; † 11 март 1700, дворец Варенхолц), наследствена бургграфиня на Утрехт и Вианен, омъжена на 15 дептември 1666 г. в Хага за граф Симон Хайнрих фон Липе-Детмолд (1649 – 1697)
- Урсула Анна (* 12 август 1654; † 25 май 1678)
- Фреде-Мария/Фридерика Мария (* 28 декември 1660; † 22 ноември 1729, Данциг), омъжена на 18 ноември 1690 г. в Детмолд за бургграф и граф Кристоф I фон Дона-Шлодиен (1665 – 1733)